# Плахтій Дарія Вікторівна
Да́рія Ві́кторівна Плахті́й (нар. 7 листопада 1992, Павлоград, Дніпропетровська область) — українська акторка театру та кіно.

## Життєпис
Дарія Плахтій народилася 7 листопада 1992 року в Павлограді Дніпропетровської області. Батько — актор театру, мати — бухгалтер.
Закінчила акторський факультет Київського державного театрального інституту ім. І.Карпенка-Карого, курс Дмитра Богомазова. 

## Фільмографія
| Рік  |   | Українська назва     | Оригінальна назва | Роль                              |
| ---- | - | -------------------- | ----------------- | --------------------------------- |
| 2013 | с | Жіночий лікар 2      | Женский доктор 2  | Галя Єременко                     |
| 2014 | с | Племінниця           | Племяшка          | Таня Шалімова, головна роль       |
| 2013 | с | Пастка               | Ловушка           | епізодична роль                   |
| 2013 | с | Нюхач                | Нюхач             | Наталя Гапонова, староста курсу   |
| 2015 | ф | Незламна             |                   | курсантка                         |
| 2016 | с | На лінії життя       | На линии жизни    | Руслана Скалозуб, наречена Романа |
| 2016 | с | Підкидьки            | Подкидиши         | епізодична роль                   |
| 2017 | ф | Стрімголов           |                   | Катя, головна роль                |
| 2017 | с | Курка                | Курица            | Надя, головна роль                |
| 2019 | с | Принцип насолоди     |                   | кримінальна журналістка           |
| 2020 | с | Карпатський рейнджер |                   | Мирослава Смалій, головна роль    |
| 2020 | с | Сага (телесеріал)    |                   | Христина Козак, головна роль      |
| 2023 | ф | Довбуш               |                   | Марічка, головна роль             |

## Нагороди та номінації
| Список нагород та номінацій                                      | Список нагород та номінацій | Список нагород та номінацій                   | Список нагород та номінацій | Список нагород та номінацій |
| Кінопремія                                                       | Дата церемонії              | Категорія                                     | Результат                   | Дж                          |
| ---------------------------------------------------------------- | --------------------------- | --------------------------------------------- | --------------------------- | --------------------------- |
| 22-й Міжнародний фестиваль акторського кіно в Рабаті             | 4.11.2017                   | Приз за найкращу жіночу роль (Стрімголів)     | Перемога                    | [ 2 ]                       |
| Міжнародний кінофестиваль «Шовковий шлях» (Silk Road IFF, Китай) | 2018                        | Приз за найкращу жіночу роль (Стрімголов)     | Нагорода                    | [ 3 ]                       |
| Премія «Золота дзиґа»                                            | 20.04.2018                  |                                               |                             |                             |
| Премія «Золота дзиґа»                                            | 20.04.2018                  | Найкраща акторка у головній ролі (Стрімголів) | Перемога                    | [ 4 ] [ 5 ]                 |